# Physetostege
Physetostege là một chi bướm đêm thuộc họ Geometridae.